# Eupithecia angelicata
Eupithecia angelicata är en fjärilsart som beskrevs av Barrett. Eupithecia angelicata ingår i släktet Eupithecia och familjen mätare. Inga underarter finns listade i Catalogue of Life.